# ミルセノール
ミルセノール（英: Myrcenol）は、化学式C10H18Oで表されるテルペンの一種である。ホップ油に含まれ、ビールの香りの構成に寄与する。

## 性質
フローラル、ライム様の香りを持つ無色の液体で、安定性は高くなく重合して粘度を増す傾向がある。天然にはホップの精油に含まれる。GABAA受容体応答の亢進作用がみられ、同様の作用を持つビール香気成分のリナロールやゲラニオールとともにリラックス効果や、エタノールの持つストレス緩和効果を増強するとの研究がある。キクイムシに対してはフェロモンの作用を持つ。

## 合成
ミルセンを酢酸一硫酸で酢酸エステルとしたのちに加水分解する方法、ミルセンを塩素化したのちに加水分解する方法、ミルセンをスルホン付加体としジエン構造を保護したのちに加水する方法などがある。比較的新しい方法としてミルセンからゲラニルジエチルアミンを作り、これを加水することにより効率よく製造することができる。

## 用途
フローラル・シトラス系の調合香料に使われるほか、ジヒドロミルセノールやリラールの合成原料としても重要である。市販品はα‐テルピネオールを含有するものが多く、フタル酸ジメチルで希釈されている製品もある。